# La Côte-de-Gaspé
La Côte-de-Gaspé ist eine regionale Grafschaftsgemeinde (französisch municipalité régionale de comté, MRC) in der kanadischen Provinz Québec.
Sie liegt in der Verwaltungsregion Gaspésie–Îles-de-la-Madeleine und besteht aus sieben untergeordneten Verwaltungseinheiten (zwei Städte, zwei Gemeinden, eine Kantonsgemeinde und zwei gemeindefreie Gebiete). Die MRC wurde am 8. Januar 1982 gegründet, der Hauptort ist Gaspé. Die Einwohnerzahl beträgt 17.117 (Stand: 2016) und die Fläche 4.098,80 km², was einer Bevölkerungsdichte von 4,2 Einwohnern je km² entspricht.

## Gliederung
Stadt (ville)
- Gaspé
- Murdochville

Gemeinde (municipalité)
- Grande-Vallée
- Petite-Vallée

Kantonsgemeinde (municipalité de canton)
- Cloridorme

Gemeindefreies Gebiet (territoire non-organisé)
- Collines-du-Basque
- Rivière-Saint-Jean

## Angrenzende MRC und vergleichbare Gebiete
- Le Rocher-Percé
- La Haute-Gaspésie